# Дом Николая Коперника (Торунь)

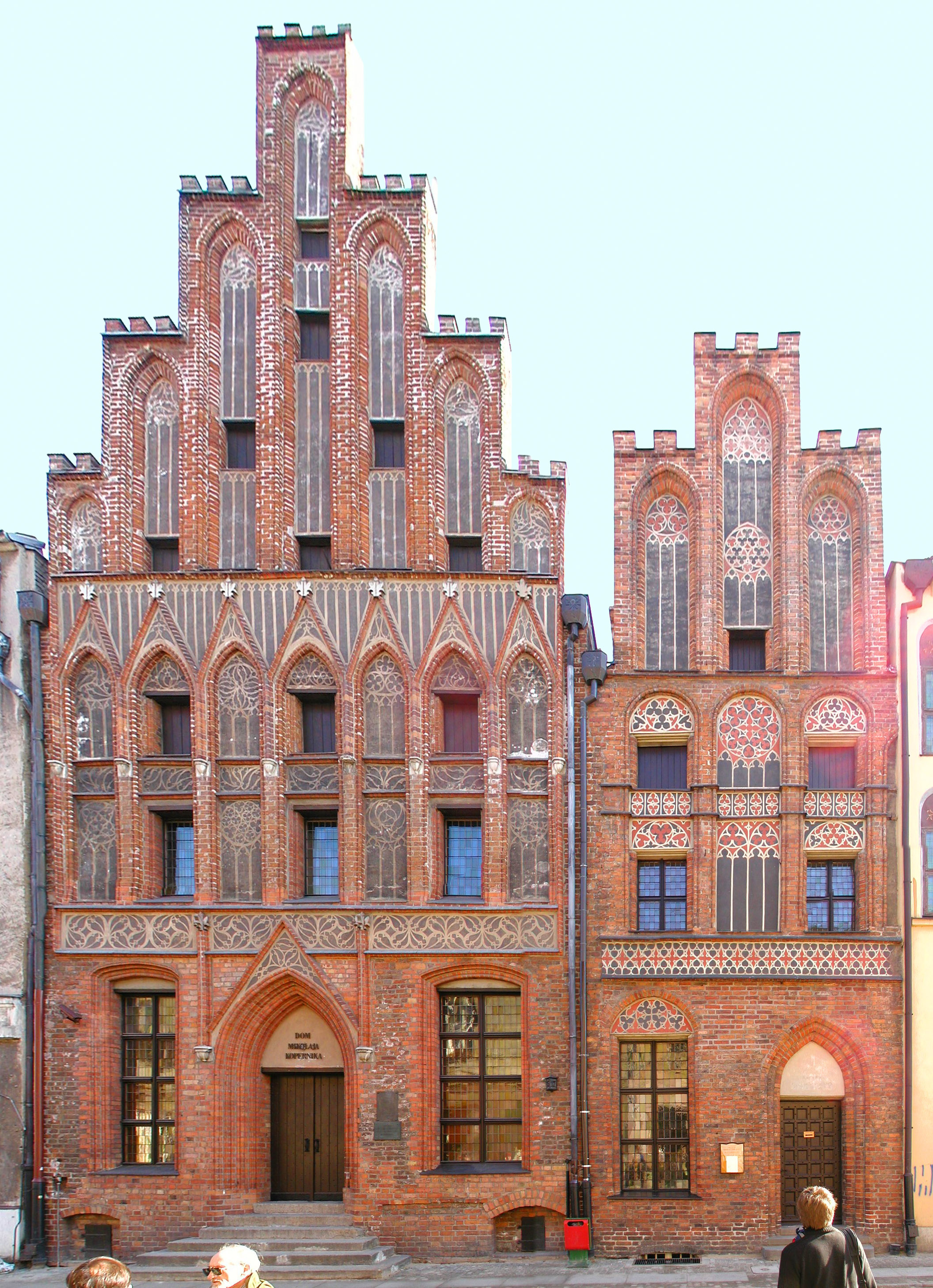
Дом Николая Коперника, Торунь, Польша

Дом Николая Коперника (пол. Dom Kopernika) — название биографическо-исторического музея, находящегося в двух средневековых зданиях Старого города Торуня (Польша) по адресу: улица Коперника, 15/17. Здание № 17 считается наиболее вероятным местом рождения Николая Коперника. В настоящее время Дом Николая Коперника является филиалом Торуньского краеведческого музея.

## История
Современные здания музея построены в стиле поздней готики. Дом № 17 между 1464 и 1474 годами находился в собственности семейства Коперников. Отец Николая Коперника около 1480 года производил перестройку в позднеготическом стиле. Последующие перестройки фасада и интерьера совершались в XVIII и XIX веках.
Музей «Дом Николая Коперника» был открыт 5 июня 1960 года. После открытия музея в 1960—1963 годах в здании № 17 производились реставрационные работы, которые вернули зданию его первоначальный средневековый вид.
Дом № 15 вместе с флигелями был передан музею перед празднованием, в 1973 году, 500-летней годовщины со дня рождения Николая Коперника. Здание было построено в XV веке.

## Современный музей
Здание № 17 состоит из высокого первого этажа, увенчанного фризом; средней части, вертикально расчленённой полукруглыми арками и украшенной ажурной резьбой; и третьей части — ступенчатого щипца. В здании № 17 экспонируются материалы, связанные с жизнью Николая Коперника.
При входе в здание № 17 находится мемориальная таблица из чёрного мрамора, вставленная жителями Торуня в 1923 году по случаю 450-й годовщины рождения астронома, и бюст Николая Коперника.
В помещении 2 этажа со стороны двора находятся:
- копия торуньского портрета Николая Коперника XVI века;
- модель гелиоцентрической системы, выполненная согласно собственноручному рисунку Николая Коперника, который присутствует в сочинении «Об обращениях…»;
- инструментарий Николая Коперника — астролябия, тривектрум и квадрант.

В помещении 2 этажа со стороны улицы находятся предметы, которые жители Торуня посвящали памяти Николая Коперника, начиная с XVI века и до нашего времени. Среди этих предметов самыми ценными являются дарственные таблички с протоколами Государственного Совета 1809 года, литографии, гравюры и различные сувениры XIX века.
В остальных трёх помещениях здания № 17 и в помещении под крышей представлены различные портреты Николая Коперника и темы, связанные с его именем в графике, живописи (XVI—XIX в.), филателистике и медальерном искусстве.
Дом № 15 был построен в XV веке. Здание, бывшее средневековым торговым домом, состоит из трёх этажей и ступенчатого щипца. В настоящее время в этом здании представлена городская культура Торуня XVI века. Помещение первого этажа со стороны улицы представляет собой высокие 5-метровые сени, которые в средние века служили одновременно жилым и торговым целям. В этом помещении сегодня располагается средневековый коммуникационный узел, ведущий в различные помещения здания (подвалы, двор, верхние этажи и кухню). В заднем помещении за сенями находится торговая контора (или ремесленная мастерская) с фрагментами стенной живописи XVIII века. На первом этаже также располагаются коллекция торуньской оловянной посуды XVI—XVIII веков, дубовый готический шкаф XV века, глобус Земли XVII века, крестильня начала XVI век и две картины — копии Альбрехта Дюрера «Святой Иероним в келье» и голландской школы Яна Питера Брейгеля «Мадонна среди роз».
На следующих двух этажах размещаются контора торговца (встроена в сени в наше время) и зал с белыми перекрытиями с фрагментами настенной росписи XVI века. Стены зала украшены портретами польской шляхты. В зале находятся мебель XVIII—XIX веков, коллекция фарфора XVIII—XIX веков.
На втором этаже здания № 15 находятся также две небольшие комнаты с мебелью, среди которой наиболее значим готический шкаф XIV века. В этих комнатах можно также увидеть две картины неизвестных авторов XVII века в жанре натюрморта.